# Nucleul prepositus al hipoglosului
Nucleul prepositus al hipoglosului (Nucleus prepositus) este strâns legat de nucleul vestibular medial și se află medial de nucleul vestibular medial și dorsal de nucleului hipoglos sub planșeul ventriculului al patrulea la nivelul nucleului abducens. Acesta nucleu contribuie la menținerea poziției ochilor sau a privirii în plan orizontal. Nucleul prepositus al hipoglosului se proiectează pe nucleul abducens, nucleul oculomotor, vestibulocerebel, formațiunea reticulară pontomedulară și colicul superior. El face parte din complexul nuclear perihipoglosal.